# Giovanna a Italiei
Giovanna a Italiei (în bulgară Йоанна Савойска, în italiană Giovanna Elisabetta Antonia Romana Maria; n. 13 noiembrie 1907, Roma, Regatul Italiei – d. 26 februarie 2000, Estoril, Districtul Lisabona, Portugalia) a fost ultima țarină a Bulgariei.

## Copilărie

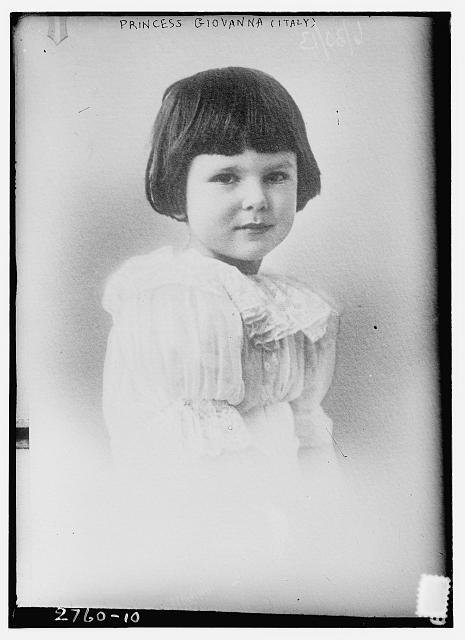
Prințesa Giovanna de Savoia.

Giovanna s-a născut la Roma, a fost a treia fiică și al patrulea copil al regelui Victor Emmanuel al III-lea al Italiei și a reginei Elena, fostă prințesă de Muntenegru. A crescut la Villa Savoia și la o vârstă fragedă a fost conștientă de scopul ei în viață: să continue aspirațiile dinastice ale Casei de Savoia prin căsătorie. La botez a primit numele Giovanna Elisabetta Antonia Maria Romana. Fratele ei mai mare a fost viitorul rege italian Umberto al II-lea al Italiei.

## Căsătorie și copii
Deși s-a dovedit ulterior că n-a fost de nici un ajutor Italiei, Giovanna s-a căsătorit cu Țarul Boris al III-lea al Bulgariei la Assisi, Italia în octombrie 1930 într-o ceremonie romano-catolică la care a participat și dictatorul italian Benito Mussolini. 
Bulgarii au considerat că este o partidă bună, în parte din cauza originii slave a mamei ei. O a doua ceremonie a avut loc la Sofia, Bulgaria, o ceremonie ortodoxă, ceea ce a adus-o în conflict cu Biserica Romano-Catolică. Giovanna a adoptat versiunea bulgară a numelui ei, Ioana. 
Ea și Boris au avut doi copii: Marie-Louise a Bulgariei, născută în ianuarie 1933 și viitorul Simeon al II-lea al Bulgariei în 1937.
În anii anteriori celui de-Al Doilea Război Mondial țarina Giovanna s-a implicat puternic în organizații de caritate, inclusiv în finanțarea unui spital de copii. În timpul războiului ea a încercat să contrabalanseze activitatea Bulgariei care a fost anexată la Axă prin obținerea vizelor de tranzit care au permis unui număr de evrei să scape în Argentina. De asemenea, țarul Boris s-a dovedit mai puțin maleabil decât spera Hitler. În urma unei întâlniri la Berlin, în august 1943, țarul s-a îmbolnăvit grav și a murit la vârsta de 49 de ani. În timp ce motivele oficiale pentru moartea lui au fost legate de stres și de o afecțiune cardiacă, au existat zvonuri că a fost otrăvit de Hitler. Fiul Giovannei, Simeon, a devenit noul țar însă pentru că țarul avea șase ani, s-a stabilit o regență condusă de unchiul său, prințul Kiril, care era considerat mai maleabil de germani.

## Ultimii ani

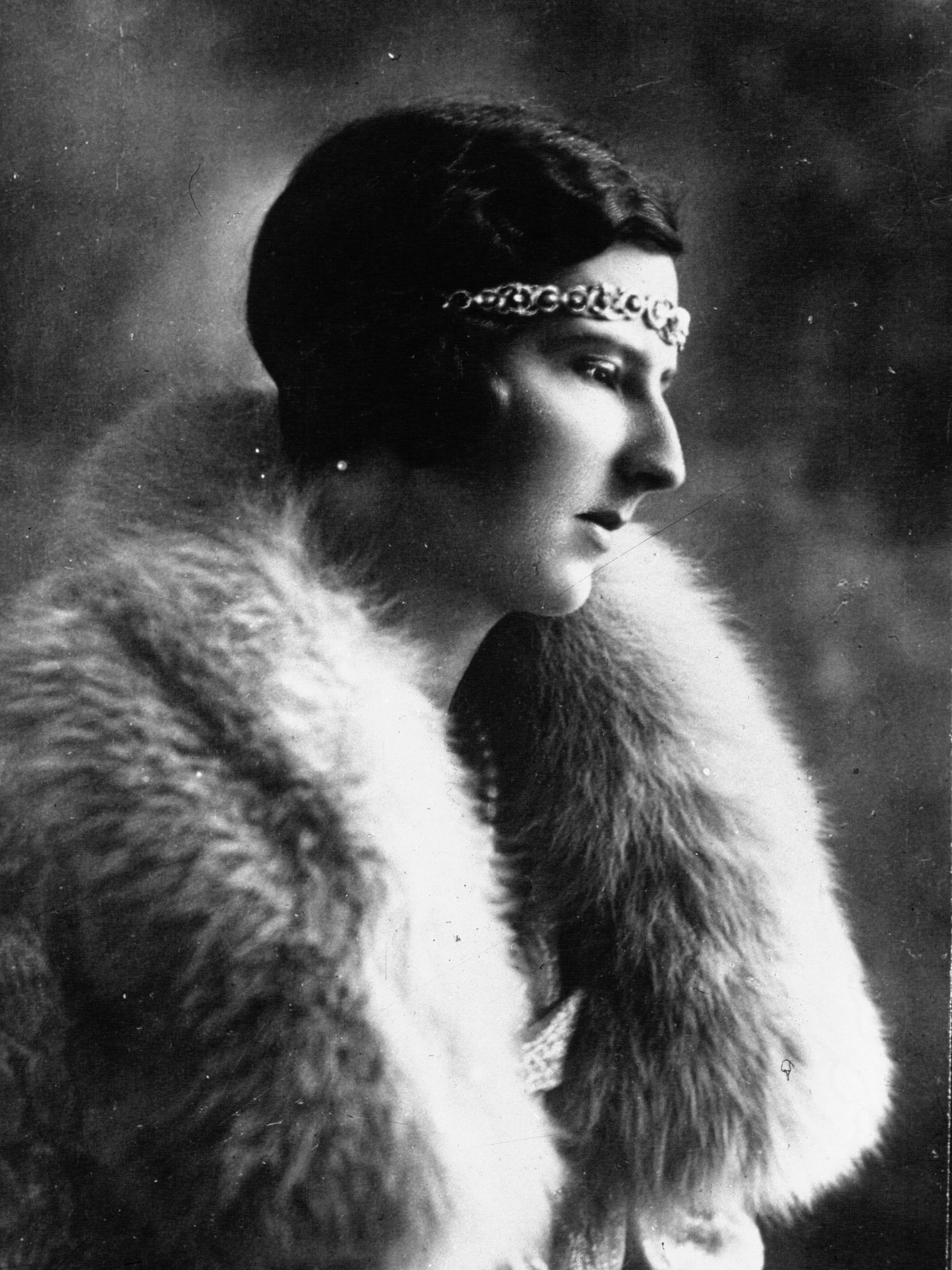
Giovanna a Italiei, țarită a Bulgariei, 1932

În ultimele zile ale celui de-Al Doilea Război Mondial, Bulgaria a fost invadată de Uniunea Sovietică. Prințul Kiril a fost judecat de un tribunal al Poporului și, ulterior, executat. Giovanna și Simeon au rămas sub arest la domiciliu, la Palatul Vrana, în apropiere de Sofia, până în 1946, când noul guvern comunist le-a acordat 48 de ore să părăsească țara.
După ce inițial au fugit în Alexandria, Egipt, să fie cu tatăl ei, Victor Emanuel al III-lea al Italiei, ulterior s-au mutat la Madrid. După căsătoria lui Simeon al II-lea în 1962 cu nobila spaniolă Margarita Gómez-Acebo y Cejuela (o rudă îndepărtată a cumnatului actualului rege al Spaniei), țarita Giovanna s-a mutat la Estoril, Portugalia, unde a trăit pentru tot restul vieții ei, cu excepția unei scurte întoarceri în Bulgaria, în 1993, când ea a vizitat mormântul lui Boris. În timpul acestei ultime vizite în Bulgaria a avut parte de o primire cordială; mii de oameni au mers pe străzi pentru a o saluta.
A fost înormântată la Assisi, Italia, unde s-a căsătorit cu regele Boris al III-lea în 1930.